# Newton mét
Newton mét (cũng là newton-mét, ký hiệu N m hoặc N⋅m) là một đơn vị của mô men lực (hay còn gọi là mô men) trong hệ SI. Một newton mét bằng với mô-men lực do một lực tương đương một newton được đặt vuông góc với phần cuối của một cánh tay đòn dài một mét.
Nó cũng được sử dụng ít phổ biến hơn như một đơn vị đo công, hoặc năng lượng, trong trường hợp đó nó tương đương với đơn vị năng lượng SI phổ biến và tiêu chuẩn joule. Trong cách sử dụng này, thuật ngữ mét biểu thị khoảng cách di chuyển hoặc dịch chuyển theo hướng của lực và không phải là khoảng cách vuông góc với điểm tựa như khi sử dụng để biểu thị mô men lực. Việc sử dụng này thường không được khuyến khích, vì nó có thể dẫn đến sự nhầm lẫn về việc liệu một đại lượng nhất định được biểu thị bằng newton mét dùng để nói về mô men lực hay một lượng năng lượng. Tuy nhiên, vì mô men lực đại diện cho năng lượng được truyền hoặc tiêu tốn trên mỗi góc của vòng quay, một mét mô men lực tương đương với một joule trên mỗi radian.
Newton mét và joule tương đương về phân tích thứ nguyên theo nghĩa là chúng có cùng biểu thức trong các đơn vị cơ sở SI:
{\displaystyle 1\,{\text{N}}{\cdot }\mathrm {m} =1{\frac {{\text{kg}}{\cdot }{\text{m}}^{2}}{{\text{s}}^{2}}}\quad ,\quad 1\,\mathrm {J} =1{\frac {\mathrm {kg} {\cdot }\mathrm {m} ^{2}}{\mathrm {s} ^{2}}}}
Một lần nữa, N⋅m và J được phân biệt để tránh những hiểu lầm khi một mô men lực bị nhầm với năng lượng hoặc ngược lại. Các ví dụ tương tự của các đơn vị tương đương thứ nguyên bao gồm Pa so với J/m³, Bq so với Hz và ohm so với điện trở mặt.

## Chuyển đổi
- Máy đo lực 1 kilôgam = 9,80665 N ⋅ m [5][6]
- 1 mét newton ≈ 0,73756215 pound-lực-chân (thường là "foot-pound")
- 1 pound-foot (thường là "foot-pound") 1 pound-force- feet ≈ 1.35581795 N ⋅ m
- 1 ounce-inch (thường là "inch-ounce") 1 ounce-lực -inch ≈ 7.06155181   mN ⋅ m (milliNewtons-mét)
- 1 dyne -centimetre = 10 7 N ⋅ m
- 1 joule = 1 N ⋅ m